# Kaarlo Heinonen
Kaarlo Richard Heinonen, född 9 februari 1878 i Nådendal, död 26 februari 1944 i Tavastehus, var en finländsk socialdemokratisk politiker. Han var Finlands försvarsminister 1926–1927 i regeringen Tanner.
Heinonen var ledamot av Finlands riksdag från Nylands valkrets 1919–1922 samt verkställande direktör för Kansanvalta 1919–1921 och 1924–1944.
Heinonen är begravd på Sandudds begravningsplats.